# Якшино (Тёмкинский район)
Якшино — деревня в Тёмкинском районе Смоленской области России. Входит в состав Селенского сельского поселения. Население — 15 жителей (2007 год). 
Расположена в восточной части области в 14 км к северо-западу от Тёмкина, в 24 км юго-восточнее автодороги М1 «Беларусь». В 6 км южнее деревни расположена железнодорожная станция О.п. 39-й км на линии Вязьма — Калуга. 

## История
Крайняя дата упоминания в систематических списках 1811 год. В Списке населённых мест за 1859 год под номером 11892 - в деревне Якшено (в Списке значится как Якшина) было всего 26 дворов с населением 252 человека (120 м.п. и 132 ж.п.) с положением при колодцах, являлась владельческой деревней. В Списке населённых мест за 1904 год: дворов - 65, число жителей 419 (199 м.п. и 220 ж.п.), относилась к Дубровской волости, имелась школа грамоты, 2 мелочных лавки, торговый чулан. 
В годы Великой Отечественной войны деревня была оккупирована гитлеровскими войсками в октябре 1941 года, освобождена в марте 1943 года.